# Скріпцов Ігор Олександрович
Скріпцо́в І́гор Олекса́ндрович — молодший сержант, Державна прикордонна служба України.
Станом на лютий 2017-го — інспектор прикордонної служби, Харківський прикордонний загін.

## Нагороди
15 липня 2014 року — за особисту мужність і героїзм, виявлені у захисті державного суверенітету та територіальної цілісності України, вірність військовій присязі під час російсько-української війни, відзначений — нагороджений орденом «За мужність» III ступеня.